# Isaías de Constantinopla
Isaías (Epiro, circa 1250,  – Constantinopla 13 de mayo de 1332) fue el patriarca ecuménico de Constantinopla desde 1323 hasta 1332. En la guerra civil bizantina de 1321-1328, tomó partido por el joven Andrónico III contra su abuelo Andrónico II el Viejo, lo que le valió que este en 1327 lo encerrara en un monasterio del que finalmente Andrónico III lo liberaría al año siguiente para restituirlo en la sede patriarcal.

## Elevación al patriarcado
Tras la muerte del patriarca Gerásimo, en 1321, la sede patriarcal constantinopolitana permaneció dos años vacante, hasta que Andrónico el Viejo eligió para ocuparla a Isaías, un monje del monte Atos que ya pasaba los setenta años de edad y tenía tan escasa formación que se dice que apenas sabía firmar. Por lo demás, fuera por incapacidad o malas costumbres, se le había negado el orden sacerdotal, y la simple razón por la que el emperador lo eligió habría sido que lo prejuzgó manejable.

## Intervención en la guerra y prisión

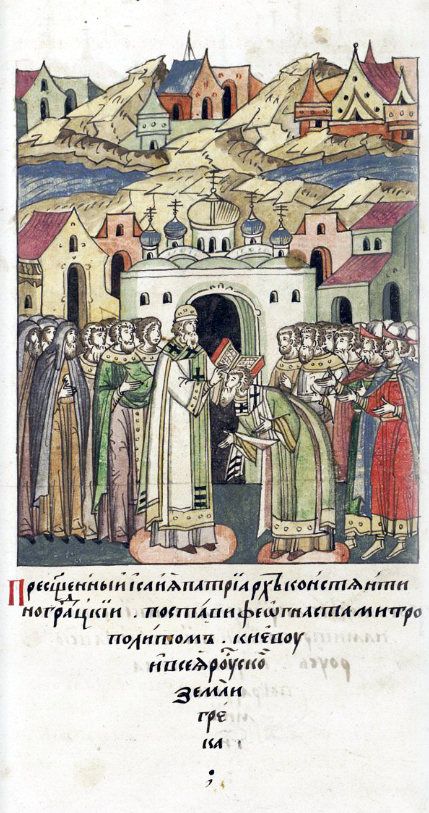
Isaías y Teognosto de Kiev según la Crónica facial del.

El emperador bizantino Andrónico II el Viejo decidió hacer coemperador a su nieto Andrónico III el Joven. El 2 de febrero de 1325 el patriarca Isaías ofició la coronación. Sin embargo, ambos emperadores acabaron disputándose el poder. Isaías, por pedido del joven coemperador, convenció a Andrónico el Viejo de formar una comisión para esclarecer ciertas acusaciones contra su nieto. De esta comisión se excluyó a Isaías pues Andrónico II ya desconfiaba de él. La comisión juzgó inocente a Andrónico III, pero el viejo emperador finalmente la desestimó y la despachó con virulencia.
En consecuencia, la disputa entre los dos Andrónicos prosiguió. El nieto, que había formado un partido fuerte y se había apoderado de algunas ciudades de Tracia, marchó hacia la capital imperial. Entonces Andrónico el Viejo convocó al patriarca y los obispos y les pidió que suprimiesen de las preces públicas el nombre del nieto rebelde y lo amenazasen con excomulgarlo. Muchos obispos se mostraron favorables, pero el patriarca Isaías, junto con otros prelados, no apoyaron al viejo emperador. Como vieron que su postura no era la que prevalecía, el patriarca Isaías y los de su partido se retiraron.
Según quienes cargan las tintas sobre Andrónico el Viejo, Isaías le envió mensajeros mediante los que arguyó que no podía avalar al emperador en un error que acabaría con la paz, pero Andrónico el Viejo, intransigente y furioso, ordenó la detención de tales mensajeros. Según otros, la noche siguiente a la asamblea convocada por el viejo emperador, Isaías y los suyos se habrían vuelto a reunir en el palacio patriarcal junto con otras personas poderosas, y habrían tramado una oposición pública contra Andrónico el Viejo. Lo cierto es que tres días después el patriarca convocó al pueblo al son de campanas y pronunció la excomunión para quien suprimiese el nombre del joven Andrónico III y no le rindiese honores de emperador. Los obispos del partido contrario se reunieron en asamblea y a su vez anatemizaron a Isaías.
En respuesta a estas acciones de Isaías, en 1327 Andrónico el Viejo lo confinó en un monasterio de Constantinopla. Según algunos, en el sector monástico de la escuela de Magnaura, según otros, en el monasterio de Mangana. Allí permanecería hasta que meses después lo liberase el joven Andrónico III, tras vencer a su abuelo en mayo de 1328.

## Restitución al patriarcado
El primer acto de gobierno del victorioso Andrónico III fue restablecer al patriarca Isaías. Respecto de su liberación coexisten dos relatos: uno según el cual el joven Andrónico III lo hizo montar un caballo enjaezado y lo escoltó en persona al palacio patriarcal al son de música militar, y otro -que ridiculiza al patriarca- según el cual se envió una delegación al monasterio, desde donde Isaías fue escoltado al palacio patriarcal no por el clero habitual, sino por una compañía de músicos, bailarines de ambos sexos y comediantes, de los cuales incluso uno lo hizo reír tanto que casi cayó del caballo.
La actitud de la facción ganadora fue de mesura: el joven emperador Andrónico III perdonó la vida a su abuelo y le conservó, siquiera nominalmente, el estatus de coemperador. Consecuentemente, sugirió clemencia al propio Isaías. Pero este lo desoyó e inicialmente se mostró severo con los clérigos y prelados que habían estado en el partido contrario: aplicó una suspensión temporal a unos y perpetua a otros. Sin embargo el viejo patriarca acabó por ceder ante el influyente gran doméstico del Imperio, Juan Cantacuceno, que había sido fiel servidor del joven Andrónico III. Por consejo de Cantacuceno, Isaías celebró un sínodo en que se enjuició a sus antiguos opositores. El patriarca, empero, no ofició de juez sino solo de parte acusadora. En el juicio la defensa la ejerció el propio Cantacuceno, que pidió clemencia de modo tan elocuente que Isaías acabó por pronunciar un perdón general.
El derrotado Andrónico el Viejo, aunque nominalmente siguió siendo emperador, se hizo monje, ya por elección, ya por coerción, y según algunos testimonios, Isaías habría sido uno de quienes lo forzaron a tomar los hábitos para asegurarse de que no pudiera volver efectivamente al trono. Sin embargo, esta versión resulta muy cuestionable, pues no cuenta con el apoyo del relato del coetáneo Cantacuceno. Lo cierto es que Isaías ordenó que en las preces públicas se mencionase al viejo Andrónico III antes de mencionar a su nieto, pero que se lo hiciera con su nuevo nombre monacal de Antonio, bajo la fórmula: "el muy religioso y muy cristiano, emperador Antonio, monje."